# Lou Breslow
Pour les articles homonymes, voir Breslow.
Lewis Breslow, connu également sous les noms Louis Breslow ou Lou Breslow (né le 18 juillet 1900 à Boston et mort le 10 novembre 1987  à Los Angeles) est un scénariste et réalisateur américain.

## Biographie
Louis Breslow a écrit le scénario de 70 films entre 1928 et 1955, dont ceux des deux premiers « Laurel et Hardy » à la Twentieth Century Fox et ceux de Abbott et Costello et a réalisé sept films entre 1932 et 1951.
Il a épousé l'actrice Marion Byron en 1932, avec laquelle il est resté marié jusqu'à la mort de celle-ci en 1985.

## Filmographie partielle

### Comme acteur
- 1913 : Fatty policeman (Fatty Joins the Force) de George Nichols : un garçon (non crédité)

### Comme scénariste
- 1928 : The Farmer's Daughter d'Arthur Rosson
- 1932 : Rackety Rax d'Alfred L. Werker
- 1933 : Bonne à tout faire (Sitting Pretty) de Walter Lang
- 1934 : Gift of Gab (en) de Karl Freund
- 1935 : Paddy O'Day de Lewis Seiler
- 1935 : Music Is Magic de George Marshall
- 1937 : Petit Démon (The Holy Terror) de James Tinling
- 1937 : One Mile from Heaven de Allan Dwan
- 1938 : Les Deux Bagarreurs (Battle of Broadway) de George Marshall
- 1939 : Hollywood Cavalcade d'Irving Cummings
- 1941 : Quel pétard ! (Great Guns) de Monty Banks
- 1942 : Fantômes déchaînés (A-Haunting We Will Go) d'Alfred L. Werker
- 1942 : Blondie Goes to College (en) de Frank R. Strayer
- 1943 : En bordée à Broadway (Something to Shout About) de Gregory Ratoff
- 1944 : Hollywood Parade de A. Edward Sutherland et John Rawlins
- 1944 : Hollywood Parade (Follow the Boys) d'A. Edward Sutherland
- 1945 : Abbott et Costello à Hollywood (Abbott and Costello in Hollywood) de George Sherman
- 1945 : Un héritage sur les bras (Murder, He Says)
- 1947 : Second Chance de James Tinling
- 1948 : La Folle Enquête de Leslie Fenton et King Vidor
- 1948 : Tous les maris mentent (An Innocent Affair) de Lloyd Bacon
- 1950 : Mon cow-boy adoré de George Marshall
- 1951 : Bedtime for Bonzo de Frederick de Cordova
- 1952 : Ville d'acier (Steel Town) de George Sherman
- 1952 : Deux Dégourdis à Tokyo (Back at the Front) de George Sherman

### Comme réalisateur
- 1934 : Punch Drunks (en)
- 1951 : Héritiers, strychnine et compagnie (en) (You never can tell)